# سیارک ۲۰۵۴۲۴
سیارک ۲۰۵۴۲۴ (به انگلیسی: 205424 Bibracte، نامگذاری:2001GY3) دویست و پنج هزار و چهارصد و بیست و چهارمین سیارک کشف شده‌است که در ۱۳ آوریل ۲۰۰۱ کشف شد.